# Jacquiniella
 Jacquiniella  es un  género de  unas 12 especies monopodiales epífitas   de orquídeas  de la tribu Epidendreae de la familia de las (Orchidaceae). Se encuentran desde México hasta Bolivia por Centroamérica y el Caribe.

## Descripción
El género Jacquiniella está formado de especies que tienen flores autogamas pequeñas. Tallos pequeños parecidos a cañas y hojas dicótomas, brillantes, aplanadas o cilíndricas. Las flores son apicales, pequeñas y tienen 4 polinia y un viscidio. Se cultivan mejor sobre troncos de helechos arborescentes o sobre cortezas. Las especies se pueden agrupar según las hojas que pueden ser lateralmente aplanadas o cilíndricas.
De desarrollo intermedio a cálido de Jacquiniella equitantifolia México y Centroamérica se desarrolla hacia arriba con tallos alargados y hojas brillantes, aplanadas lateralmente, disticas y cilíndricas. Si se quitan todas las hojas, nos queda un tallo alargado con una inflorescencia compacta en su extremo emergiendo de una hoja terminal o bráctea.
Las ramas de inflorescencia y los rebrotes producen una o dos floraciones a la vez, durante un periodo prolongado de varios años. Durante este tiempo se forman y maduran nuevos brotes y muchos tallos de diferentes edades están floreciendo al mismo tiempo.
Las flores de un tamaño de moneda de 10 céntimos, tienen una floración de color naranja y tienen una fragancia de lirios durante las noches, la flor dura durante unos 5-7 días. Viendo de cerca la flor se aprecia las diferencias que distinguen a Jacquiniella de Epidendrum y de otras Alianzas. El labeloestá enrollado apretadamente y fusionado de tal manera que solamente la lengua de una polilla puede alcanzar el néctar. Dentro de la flor el estigma tienen protuberancias que dificultan aún más el acceso por la garganta de la flor. Cuando se retira la lengua, el polinia se queda pegado. Insertando y retirando una aguja haría el mismo proceso de mover y depositar el polen. Algunas especies se dice que se autopolinizan pero en Jacquiniella equitantifolia eso no ocurre. Los frutos maduran en aproximadamente 90 días.

## Distribución y hábitat
Estas orquídeas epífitas se encuentran desde México hasta Bolivia y en las islas del Mar Caribe. Normalmente se desarrollan sobre naranjos y árboles del mate.

## Taxonomía
El género fue descrito por Friedrich Richard Rudolf Schlechter y publicado en Repertorium Specierum Novarum Regni Vegetabilis, Beihefte 7: 123–124. 1920.
Etimología
Jacquiniella: nombre genérico otorgado en honor de  Nikolaus Joseph von Jacquin, un botánico neerlandés del siglo XVIII.

## Especies deJacquiniella
La especie tipo es: Jacquiniella globosa (Jacq.) Schltr. (1920).
- Jacquiniella aporophylla  (L.O.Williams) Dressler (1966)
- Jacquiniella cernua  (Lindl.) Dressler (1966)
- Jacquiniella cobanensis  (Ames & Schltr.) Dressler (1966)
- Jacquiniella columbiana  Schltr. (1920)
- Jacquiniella equitantifolia  (Ames) Dressler (1966)
- Jacquiniella gigantea  Dressler (1992)
- Jacquiniella globosa  (Jacq.) Schltr. (1920)
- Jacquiniella leucomelana  (Rchb.f.) Schltr. (1920)
- Jacquiniella pedunculata  Dressler (1970)
- Jacquiniella standleyi  (Ames) Dressler (1966)
- Jacquiniella steyermarkii  Carnevali & Dressler (1992)
- Jacquiniella teretifolia  (Sw.]9) Britton & P.Wilson (1926)